# Aname grandis
Espèce
Synonymes
- Aname robusta Rainbow & Pulleine, 1918

Aname grandis est une espèce d'araignées mygalomorphes de la famille des Anamidae.

## Distribution
Cette espèce est endémique d'Australie-Méridionale. Elle se rencontre vers Pichi Richi et Woolshed Flat.

## Description

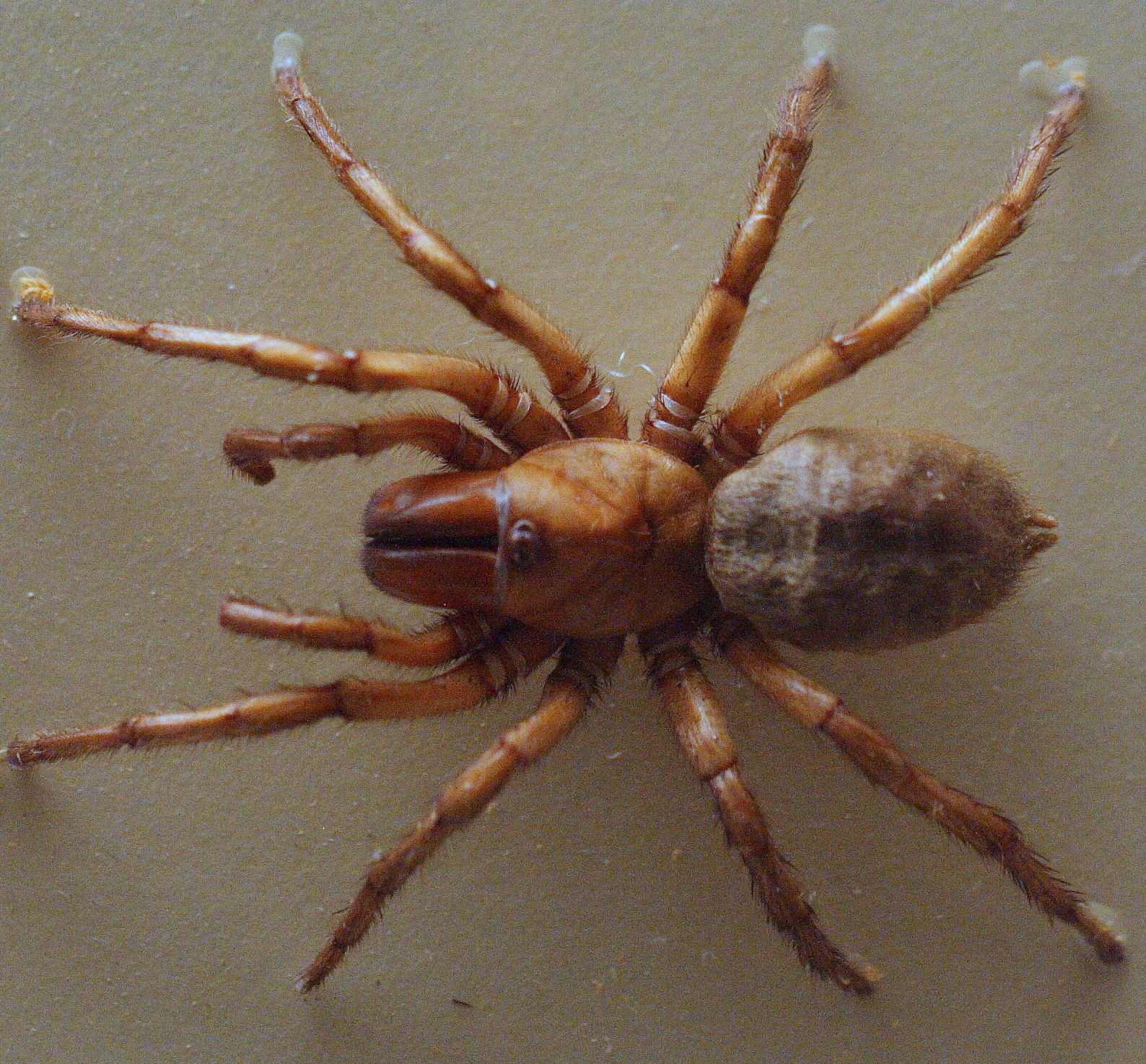
Aname grandis ♀

La carapace de la femelle holotype mesure 12,5 mm de long sur 11,3 mm et l'abdomen 18,1 mm de long sur 12,3 mm.

## Publication originale
- Rainbow & Pulleine, 1918 : Australian trap-door spiders. Records of the Australian Museum, vol. 12, p. 81-169 (texte intégral).